# Le Plessis-l'Échelle
Le Plessis-l'Échelle é uma comuna francesa na região administrativa do Centro, no departamento Loir-et-Cher. Estende-se por uma área de 12,6 km². Em 2010 a comuna tinha 68 habitantes (densidade: 5,4 hab./km²).